# Historia de la televisión en Chile
La historia de la televisión en Chile se inicia con el primer registro en julio de 1939 y con transmisiones regulares desde finales de la década de 1950 hasta la actualidad. La televisión es uno de los principales medios de comunicación de ese país y ha servido como ente unificador en las relaciones sociales y culturales.
De su historia se distinguen varios periodos; el primero de ellos corresponde a su introducción que ocurrió en 1939 con la llegada de delegaciones extranjeras para montar exposiciones. Posteriormente, se dio inicio a la creación de estudios académicos que dieron con la televisión universitaria como eje del medio durante gran parte de la segunda mitad del siglo XX.
Las universidades de Chile, Católica de Chile y Católica de Valparaíso fueron sustanciales en la introducción de la televisión en Chile. Mientras que la televisión pública del Estado fue esencial en la expansión del medio dentro del país y en zonas australes, en una época donde las emisiones estaban enfocadas en la zona central y grandes ciudades. Posteriormente, la dictadura militar mantuvo el ecosistema televisivo chileno compuesto por televisiones universitarias y una pública del Estado, pero tras el término de esta debutó la televisión privada, ocurrió el desgaste y desaparición de los canales universitarios, el auge y declive de la televisión de paga y el ingreso de los grandes grupos económicos al mercado televisivo. Asimismo, desde mediados de la década de 2010 una crisis afecta a las televisiones chilenas por la disminución de los ingresos por publicidad y el debut de las plataformas de streaming.
En la actualidad, el sistema de televisión chileno se compone de siete grandes cadenas de televisión que emiten a nivel nacional y concentran las audiencias. Estas son: Televisión Nacional de Chile (de propiedad estatal e independiente del gobierno), Canal 13 (propiedad del Grupo Luksic), Mega (propiedad de Mega Media que es una empresa de Bethia), Chilevisión (propiedad de Paramount Global), La Red (propiedad de Albavisión), TV+ (propiedad de Media 23 y PUCV Multimedios) y Telecanal (propiedad de la empresa homónima). Además, cuenta con varias televisiones regionales y comunitarias, mientras que a nivel técnico las emisiones son totalmente realizadas mediante sistema digital luego de que ocurriera el apagón analógico a nivel nacional durante 2024.

## Primeras pruebas experimentales (1939-1957)

### Exhibición de equipos alemanes (1939)

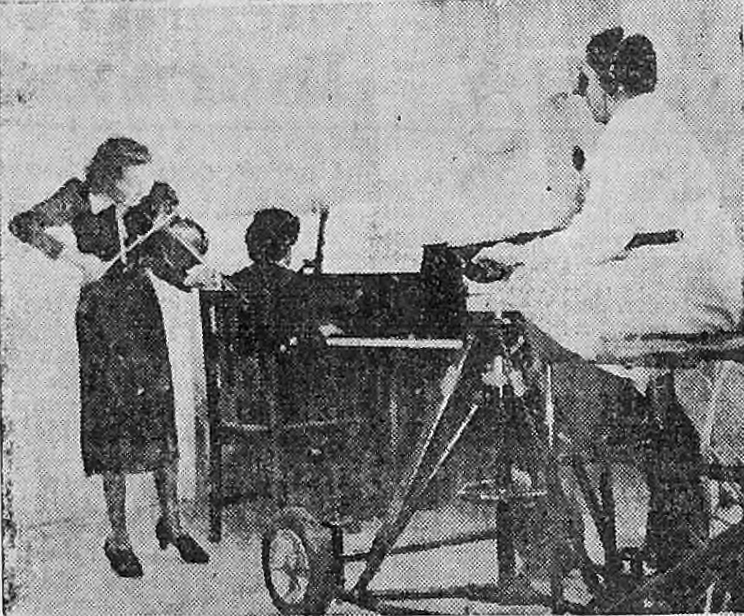
Exhibición de equipos alemanes en Santiago (julio de 1939).

El primer registro de emisiones televisivas en Chile ocurrió en julio de 1939; el 5 de junio del mismo año había llegado a Santiago parte de una delegación del Instituto de Investigaciones de los Correos de Alemania, conformada por Karl Rehberg, Erhard Weiner y Hans Hinrichsen, y encabezada por el ingeniero Hans Pressler —quien llegó en los días siguientes junto con un ingeniero de Telefunken y cinco técnicos— para realizar en el Instituto de Electrotecnia de la Universidad de Chile —ubicado en el segundo piso de la Escuela de Ingeniería de dicha casa de estudios— una exhibición de equipos y emisión de películas y programas en vivo mediante circuito cerrado, que sería denominada «Primera Exposición de Televisión»; en ella también se realizarían demostraciones del servicio de «visiotelefonía», consistente en la utilización de cámaras de vídeo en simultáneo con comunicaciones telefónicas.
A fines de junio habían llegado a bordo del barco "Punta Arenas" de la Compañía Chilena de Navegación Interoceánica los equipos necesarios para realizar las emisiones televisivas, que en total pesaban más de 20 toneladas, y se construían los estudios y se instalaban los aparatos en la Escuela de Ingeniería. El 30 de junio se iniciaron las pruebas de emisión a fin de preparar y ajustar los equipos, y en los días siguientes se realizaron exhibiciones privadas para los periodistas chilenos.
La exposición fue inaugurada el 10 de julio de 1939, en una ceremonia a la que asistió el ministro del Interior, Pedro Enrique Alfonso, y altas autoridades del país. La muestra se extendió hasta el 26 de dicho mes, y contó con la participación de artistas de Radio Hucke y otras agrupaciones, como por ejemplo los coros del Teatro Municipal de Santiago el 18 de julio y un coro yugoslavo el día 20; también en dichas emisiones se presentó el cantante Nino Lardi. Se instalaron tres receptores y se cobraba una entrada, con lo cual parte de los ingresos irían destinados a ayudar a las víctimas del terremoto ocurrido en Chillán en enero.

### Emisiones experimentales privadas (1953-1956)
El primer programa de televisión artístico emitido en Chile fue realizado el 7 de enero de 1953, mediante una instalación de circuito cerrado en los estudios de Radio Minería en la esquina de las calles Matías Cousiño y Moneda. El programa, iniciado a las 22:35, fue parte de una emisión de La cadena de la amistad, dirigido por Lucy Dunsmore, y en él participaron Eleodoro Achondo, Raúl Matas, Sonia Vidal, Lucho Gatica, Pepe Carrera y Theo van Rees, con equipos y personal técnico de la Universidad Católica de Chile. La emisión fue captada en receptores ubicados en el acceso a los estudios por calle Moneda, en donde se reunieron alrededor de mil personas, quienes vieron las imágenes sin sonido debido a fallas técnicas.
En febrero del mismo año, la emisora argentina Radio Belgrano Televisión instaló en diferentes puntos del centro de Santiago 40 receptores —correspondientes al modelo «Capeheart» de Standard Electric— y su transmisor —provenientes de Buenos Aires— para realizar programación relacionada con la visita del presidente Juan Domingo Perón a Chile. Las emisiones se iniciaron el 20 de febrero de 1953 a las 18:30 con la transmisión de la llegada de la comitiva oficial a la Plaza Bulnes y finalizaron el día 26 con la partida de Perón hacia Argentina.
Del 10 al 14 de septiembre de 1956, la empresa Philips Chilena realizó breves programas de televisión en circuito cerrado mediante equipos industriales ubicados en un estudio en la séptima planta de la tienda Almacenes París, en la intersección de San Antonio con la Alameda. Entre los espacios emitidos de 18:00 a 19:30, de forma simultánea a través de Radio Corporación, se encontraban actuaciones de la Orquesta de Pedro Mesías, Los Caminantes, Esther Soré, Daniel Riolobos, Sonia y Miriam, y los payasos Zoquete y Zapallín, bajo la dirección de Juan da Silva y la presentación de Adolfo Yankelevich.

### Pruebas experimentales universitarias (1952-1957)
Mientras en Europa y Estados Unidos la televisión ya se implementaba con transmisiones regulares a circuito abierto y ampliando su cobertura por el territorio, en Chile el concepto de televisión era solo conocido por estudiantes universitarios de electrónica y aquellos interesados en este nuevo medio de comunicación, muchos de los cuales viajaban a Estados Unidos a perfeccionarse en este ámbito del saber científico. Gracias a estos estudios, desde la década de 1950, tres universidades chilenas realizan pruebas de experimentos con el objetivo de introducirlos en el país.
El primero en iniciar pruebas experimentales fue la Universidad Católica de Chile, que instaló sus primeros equipos industriales en noviembre de 1952 en el DICTUC (Departamento de Investigación Científica y Tecnológica de la Universidad Católica) por los jóvenes egresados de ingeniería Pedro Caraball y Jaime González, junto con el apoyo del entonces gerente general de la Compañía de Radio de Chile (filial de RCA Victor) y profesor de la casa estudiantil católica Julio del Río. La primera emisión experimental oficial ocurrió el 12 de diciembre de ese mismo año en el auditorio del Departamento de Física de la universidad, y contó con la participación de Silvia Piñeiro, Hernán Letelier, y el coro universitario, entre otros.
Luego lo siguió la Universidad Católica de Valparaíso, esto ya que el rector de la universidad Jorge González Förster junto al ingeniero electrónico Carlos Meléndez profundizaron la idea de crear una estación de televisión en Valparaíso mediante pruebas experimentales iniciadas el 22 de noviembre de 1956 a través de circuitos cerrados de televisión.
Finalmente, la Universidad de Chile gracias al aporte de los ingenieros Rodolfo Baffico Garibaldi, Carlos Haramoto Nishikimoto y Bartolomé Dezerega Salgado en el Instituto de Investigaciones y Ensayos Eléctricos (actual Departamento de Ingeniería Eléctrica) de la Facultad de Ciencias Físicas y Matemáticas, realizaron pruebas experimentales desde 1956.
La Universidad Técnica del Estado realizó una transmisión experimental de televisión en el quiosco de música de la Plaza de Armas de Santiago el 30 de abril de 1957, como preparativo de la Exposición Industrial Internacional que se proyectaba realizar en dicha casa de estudios en diciembre del mismo año. La emisión contó con el patrocinio de Grundig, Siemens Halske, Gildemeister, Alfredo Reifschneider y Eduardo Costoya. Una segunda emisión en circuito cerrado en la Plaza de Armas se realizó el 20 de junio de 1957.

## Nacimiento de la televisión en Chile (1957-1962)

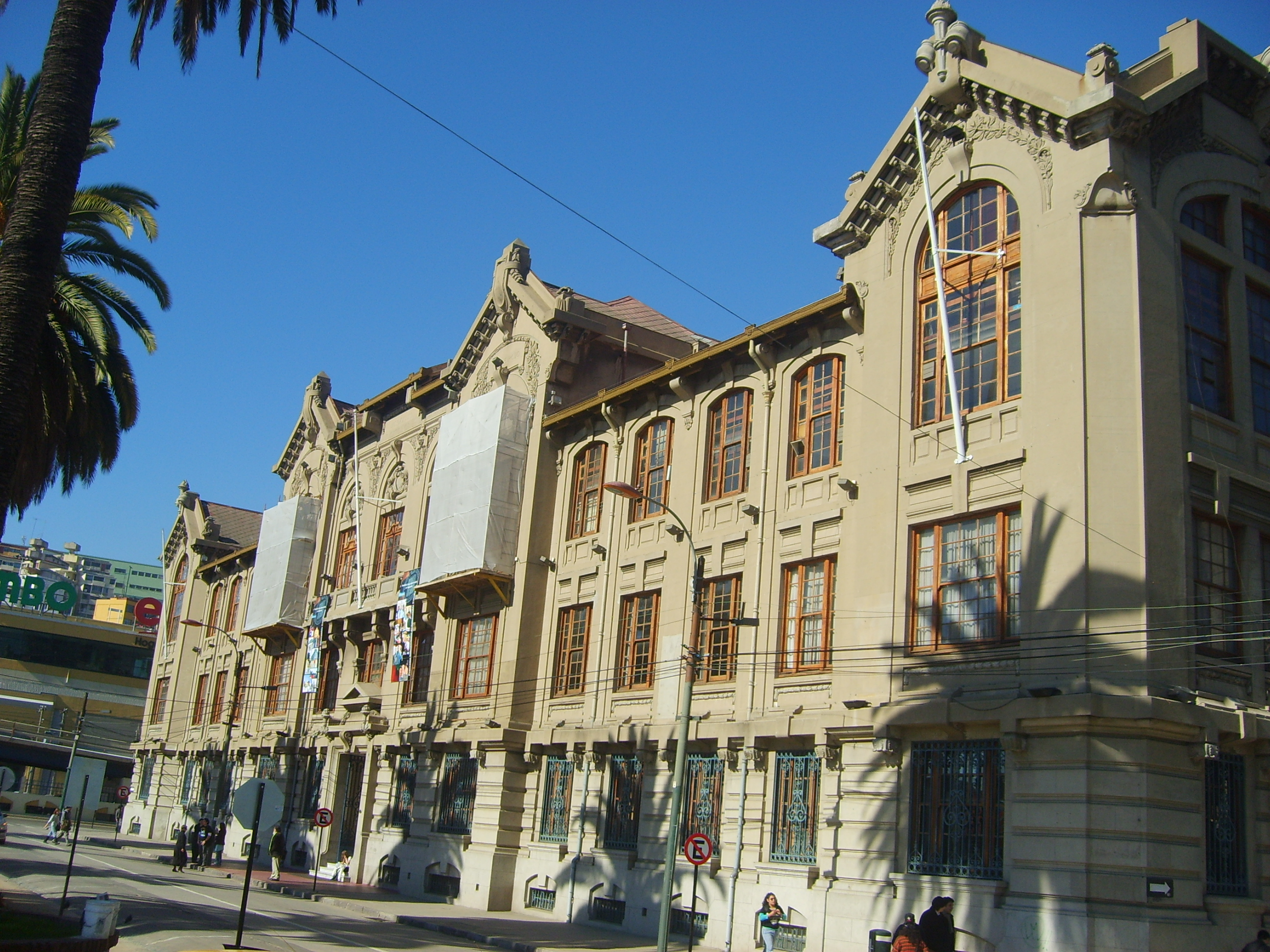
La primera transmisión televisiva a gran escala en el país se realizó en la Pontificia Universidad Católica de Valparaíso, el 5 de octubre de 1957.

El nacimiento de la televisión en Chile ocurre en la mañana del sábado 5 de octubre de 1957 en Valparaíso y que, con ocasión de la inauguración del nuevo pabellón de laboratorios científicos y salas de clases de la Universidad Católica de Valparaíso (UCV), se efectuó la primera transmisión inalámbrica experimental con un equipo transmisor de 5 W y un radio de acción de imagen y sonido cercano a 1,5 km, desde la casa central universitaria hasta el edificio del diario La Unión frente a la Plaza Victoria. Los periódicos porteños de la época describieron la primera transmisión televisiva y la ceremonia tales como un éxito sin precedentes. Así nació UCV Televisión (hoy TV+).
Pero no sería hasta el viernes 21 de agosto de 1959 cuando la Universidad Católica de Chile logra iniciar oficialmente sus transmisiones diarias a circuito abierto, comenzando a emitir en el canal 2 de la capital, siendo considerada la primera transmisión televisiva de manera regular de la historia. El 15 de abril de 1961 la casa estudiantil católica traslada la frecuencia al canal 13, donde se mantiene hasta la actualidad.
Lo seguiría la UCV que, finalizando las pruebas experimentales, inicia sus transmisiones oficiales normales el sábado 22 de agosto de 1959 en el Canal 8 de Valparaíso, un día después que la Universidad Católica en Santiago. El 22 de febrero de 1969, y tras su traslado a sus actuales estudios en Agua Santa de Viña del Mar por necesidad de más alcance de transmisión en el creciente Gran Valparaíso, cambiarían su señal al canal 4 de la ciudad puerto, frecuencia que mantiene hasta hoy.
Al año siguiente, y tras años de experimentación, el viernes 4 de noviembre de 1960 a las 19:00 (hora local), la Universidad de Chile oficializa sus transmisiones en el canal 9 de la capital chilena con una potencia de 3 kW y un radio de difusión de 30 kilómetros. En el primer programa oficial participaron el entonces recientemente creado Departamento Audiovisual, la Escuela de Electrónica con la instalación de un estudio y planta transmisora, el coro de la universidad, la intérprete folclórica Margot Loyola, los escritores Manuel Rojas y Jorge Edwards, y los actores de la ITUCH.

### Modelo televisivo chileno y ausencia de normativa (1958-1962)
Durante la década de 1950, mientras en varios países latinoamericanos la televisión estaba en pleno desarrollo, en Chile el medio era objeto de numerosas discusiones: Por un lado, se consideraba que el país no tenía las condiciones para la llegada de la televisión (durante su gobierno, Jorge Alessandri Rodríguez consideraba que la TV terminaría drenando las precarias reservas de divisas). También se debatió respecto a los dos modelos institucionales existentes: el sistema europeo, de estructura monopólica, sostenida en la mayoría de los casos por el Estado enfatizando los contenidos educativos y culturales; o el sistema norteamericano, con distintos actores compitiendo entre sí, financiado mediante publicidad y con una prevalencia de contenidos de entretención.
La clase política terminó decantándose por el modelo europeo, y los gobiernos de González Videla, Ibáñez y Alessandri Rodríguez rechazaron numerosas propuestas de particulares, tales como las de inversionistas extranjeros como Philco en mayo de 1951 —mediante Arturo Crenovich, socio de la tienda «A la Ville de Nice» y representante de Philco en Chile, cuya solicitud de 200 mil dólares al Consejo Nacional de Comercio Exterior para importar un equipo transmisor fue rechazada— o el empresario norteamericano George Slater en 1956, así como también la propuesta presentada por Ricardo Vivado, presidente de la Asociación de Radiodifusores de Chile en 1950. La empresa Cóndor Chilena, conformada por el empresario chileno Luis Vicentini y el uruguayo Ernesto Schiappacasse y que tenía a Luis Mosella como su gerente, obtuvo un permiso provisorio en 1958 con una importante participación del Estado chileno, planificando emitir la transmisión del mando presidencial del 4 de noviembre, y posteriormente se proyectaba realizar programas dirigidos por Renato Deformes y que contaría con la participación de Alfonso «Poncho» Merlet; sin embargo, un accidente en medio de unas pruebas causó la avería de la única cámara, y el Estado se vio impedido de adquirir un reemplazo (que costaba cerca de un millón de dólares de la época).
También intentaron ingresar —mediante gestiones realizadas en 1960 y que fueron desestimadas por el gobierno, aduciendo un fuerte impacto económico— actores nacionales como el diario El Mercurio, las radioemisoras Cooperativa Vitalicia y Minería, y las productoras de cine Emelco y Cineam (sigla de Cinematográfica de las Américas, perteneciente a Sociedad Cinematográfica de Chile Ltda.); ese mismo año también se crea la Compañía Nacional de Radio y Televisión (Ratelsa), liderada por Ricardo Vivados y que agrupaba a 51 radioemisoras del país con la finalidad de gestar las bases de la televisión privada, pero también fueron rechazadas. En 1963 las radios Corporación, Portales, Agricultura, Santiago, Presidente Balmaceda, la Municipalidad de Santiago y el Ejército también intentarían sin éxito realizar gestiones para instalar canales de televisión.
En 1958, el presidente saliente Carlos Ibáñez del Campo promulgó el 28 de octubre el primer decreto relacionado con televisión (Decreto N° 7039), el cual contempló solo la distribución de los canales por ciudades, el servicio de transmisión (estableciendo canales comerciales y educacionales en determinadas ciudades) y el ancho de banda VHF para cada canal asignado. Sin embargo este decreto, al haber sido de trámite rápido, no consideró los contenidos que se exhibirían en televisión para el público en general. 
La distribución de canales por ciudad contemplada en el decreto 7039, era la siguiente:
| Ciudad                    | Canales comerciales | Canales educacionales |
| ------------------------- | ------------------- | --------------------- |
| Arica                     | 3                   |                       |
| Iquique                   | 3-10-12             |                       |
| Tocopilla                 | 5                   |                       |
| Antofagasta               | 6-11-13             | 4-9                   |
| Taltal                    | 4                   |                       |
| Chañaral                  | 6                   |                       |
| Copiapó                   | 2                   |                       |
| Vallenar                  | 5                   |                       |
| La Serena                 | 6-13                |                       |
| Coquimbo                  | 8                   |                       |
| Valparaíso y Viña del Mar | 3-6-10              | 8-12                  |
| Santiago                  | 2-4-5-11            | 7-9-13                |
| Talca                     | 8-11                |                       |
| Chillán                   | 9-13                |                       |
| Concepción                | 2-12                | 4-7                   |
| Talcahuano                | 6                   |                       |
| Temuco                    | 5-11                |                       |
| Valdivia                  | 3-9                 | 13                    |
| Osorno                    | 4-7                 |                       |
| Puerto Montt              | 2-8                 |                       |
| Punta Arenas              | 2-4-5               |                       |

Nota: El canal 4 de Santiago habría estado destinado exclusivamente a transmisiones en color.
Al llegar a La Moneda, el presidente Jorge Alessandri se negó rotundamente a que entes privados entraran en la naciente industria televisiva, por lo que el decreto 7039 nunca se ejerció plenamente. Basándose en el modelo público europeo, el nuevo mandatario buscaba que la televisión se desempeñara como un medio educacional, dirigido por las universidades y sostenido por el Estado, con el fin de mejorar la cultura dentro de la población. Sin embargo, incluso con el financiamiento fiscal, las universidades no eran económicamente capaces para sustentar los canales, por lo que con el tiempo se recurrió a la publicidad "encubierta" (mediante la cual las compañías le pagaban a las emisoras por realizar alusiones a marcas) por la necesidad extrema de salvar el medio de comunicación. Para 1963, Canal 13 incluiría elementos de la televisión comercial, lo que a la postre arrastró a los otros 2 canales estudiantiles a sumarse a la idea.

### Exhibiciones de TV privada por cable y emisiones experimentales en regiones
La primera exhibición pública de un sistema de televisión por cable realizado por entes privados en Chile ocurrió entre el 10 y el 30 de septiembre de 1960 como parte de una campaña publicitaria de los locales comerciales de la calle Estado en el centro de Santiago mediante la empresa «Publicidad y Mercadotecnia Gigante» (también denominada como «Mercadotécnica y Publicidad Gigante»), encabezada por el jefe de su Departamento de Televisión, Jorge Loyola Rivas; para dicha ocasión se instalaron televisores en las vitrinas de las tiendas ubicadas en la mencionada calle y se emitía un programa diario de una hora con participación de artistas nacionales desde los estudios de Radio Bulnes (ubicada en la misma calle Estado). Posteriormente, entre el 11 de noviembre y el 30 de diciembre de 1960 se realizaron nuevas emisiones televisivas en circuito cerrado a cargo de Publicidad y Mercadotecnia Gigante, esta vez en la casa comercial «A la Ville de Nice», en la esquina de Huérfanos con Ahumada.
Luego de las experiencias de la calle Estado y «A la Ville de Nice», Jorge Loyola fue contratado por Antonio Jaén Buendía (propietario de la Radio Simón Bolívar de Concepción) para instalar una estación experimental de televisión por cable que permitiera desarrollar un futuro proyecto de televisión privada comercial en la ciudad. Las emisiones de «TV Bolívar» se iniciaron el 18 de octubre de 1961 y duraron hasta marzo de 1962, emitiendo dos horas diarias en circuito cerrado, siendo uno de los primeros sistemas de televisión por cable del país. Los equipos transmisores fueron los mismos del experimento de calle Estado, complementados con 2 cámaras y 2 monitores Western Electric, y además se construyeron 2 estudios por parte del arquitecto Osvaldo Cáceres González, a la vez que Eduardo Gómez era nombrado jefe de la sección técnica, Jorge Loyola en la dirección artística, y Alfredo Pacheco como jefe de prensa. El sistema podía cubrir un radio de 5 kilómetros desde la estación transmisora que estaba ubicada en la calle Exeter, así como también estuvo capacitado para poder emitir en señal abierta con una potencia de 1 kW. Entre su programación, modelada al estilo de las estaciones televisivas de los Estados Unidos, se encontraba un teleteatro a cargo de Chaty Peláez (esposa de Jorge Loyola), comentarios a cargo del periodista Hernán Osses del diario Crónica, horóscopo, entrevistas, concursos y un informe meteorológico.
En otras ciudades del país se realizaron también transmisiones experimentales en circuito cerrado y de breve duración. Una de ellas fue Punta Arenas, en donde se realizó su primera emisión televisiva el 7 de diciembre de 1960 desde las 19:45 y durante 3 horas en la sala Grundig, producida por la empresa local Dimartel y que incluyó un informativo —preparado por el periodista Jorge Babarovic y la radio La Voz del Sur, dirigida por él mismo— y shows musicales y artísticos: una interpretación de tangos del cantante Rubén Ayala, acompañado por un dúo de guitarra y la presentación de títeres del profesor Elías Cruz, culminando con el ballet de Betty Chávez y la representación de la comedia magallánica «El Tesoro Escondido», con las actuaciones de Salomón Cohen y Alfredo Salgado. Los organizadores de esta actividad fueron Fernando Reyes Matta y Jorge Babarovic.
En Temuco se realizaron emisiones el 10 y 11 de abril de 1961 entre las 19:00 y 22:00, llevadas a cabo por Radio La Frontera y ante lo cual se instalaron cuatro pantallas: una en el edificio de la radioemisora y las otras tres en el frente de casas comerciales ubicadas en las calles Bulnes y Manuel Montt. En la actividad inaugural, donde se planteaba la posibilidad de extender la TV de circuito cerrado a otras provincias del sur tomando a Temuco como base de operaciones, también participaron el subgerente de la Empresa Editora Zig-Zag, Benjamín Astaburuaga, y el escritor Jorge Inostrosa Cuevas, mediante una charla realizada el segundo día. El 12 del mismo mes se realizó una transmisión experimental en Victoria, a cargo de Radio Malleco, con televisores instalados en la Plaza de Armas, casas comerciales y en el Club Social de la localidad, y una emisión de 5 horas que consistió en documentales, presentaciones de artistas locales, entrevistas a autoridades y una charla a cargo del sacerdote Francisco Ibáñez.

## La consolidación televisiva (1962-1970)
Con la realización en el país de la Copa Mundial de la FIFA en 1962 se masificó el número de aparatos receptores, estableciéndose la televisión como un medio de comunicación masivo, lo que obliga a las emisoras universitarias a adoptar una programación más generalista. Durante los años 60, los primeros programas tales como concursos, entretenimiento y dramas (posteriormente teleseries) eran realizados en vivo y con mucha improvisación por parte de los presentadores y actores, lo que se mantendría hasta la llegada del videotape a Chile en diciembre de 1965 gracias a un equipo adquirido por Canal 13. Además desde principios de la década la agencia de emprendimiento estatal CORFO empezaría a construir aparatos de recepción televisiva para su funcionamiento mediante un impuesto a cada televisor.
El primer discurso presidencial emitido en televisión ocurrió el 21 de mayo de 1962, realizado por Canal 9 con la conducción de Patricio Bañados desde el Congreso Nacional. El primer mensaje televisado en cadena nacional ocurrió el 18 de marzo de 1963, cuando el presidente Jorge Alessandri entregó un discurso desde el Salón Rojo del Palacio de La Moneda respecto de la participación de Chile en la Campaña Mundial contra el Hambre; dicho mensaje fue emitido en conjunto por Canal 9 y Canal 13. Otro evento importante fue la primera Parada Militar televisada realizada el miércoles 19 de septiembre de 1962.
En 1961, Canal 9 comienza a emitir Chile TV, el primer programa de actualidades, que se emitiría hasta 1973. En 1963 se crearían los departamentos de prensa, siendo Canal 13 el pionero. UCV TV crearía el suyo en 1964 cubriendo eventos como la visita del presidente francés Charles de Gaulle a Valparaíso y la elección presidencial y el triunfo de Eduardo Frei Montalva ese mismo año.
El conflicto entre el gobierno de Alessandri y las universidades por el uso de publicidades "encubiertas" se sumaba al macro-proyecto que la ARCHI pretendía para dar vida a la televisión comercial privada. El debate llegaría al parlamento en 1963 por medio del trámite de ley sobre abusos publicitarios, al mismo tiempo que el subsecretario del Interior, Jaime Silva Silva, anunciaba el 30 de mayo que se dictaría un nuevo reglamento sobre televisión que reemplazaría al decreto 7039 de 1958, mientras que existían solicitudes de concesiones por parte de las radios Minería, Corporación, Cooperativa Vitalicia, Magallanes y el diario El Mercurio. Los diputados conservadores, liberales y radicales apoyaban la idea de la televisión privada, en cambio los democratacristianos, socialistas y comunistas defendían el control televisivo por parte de entes públicos. Tras diversos debates, y posteriormente, tras la elección de Eduardo Frei Montalva a la presidencia, la televisión privada no se concretaría de manera total sino hasta 1989 mediante la ley 18 838.
En 1962 se presentó un anteproyecto de creación de la Empresa Nacional de Televisión, de carácter público y autónomo, con financiamiento mediante aportes, aunque más tarde se propuso un sistema mixto con publicidad. Inicialmente, el proyecto habría incluido a los canales universitarios, pero nunca se llevaron a cabo negociaciones sobre el tema. El 31 de enero de 1969 fue creada una sociedad de responsabilidad limitada denominada Televisión Nacional de Chile Ltda., cuyos accionistas eran la CORFO, Chilefilms y Entel, y que realizaría las primeras transmisiones experimentales a través de la red troncal pública de telecomunicaciones por el territorio nacional. El 12 de diciembre de 1968 fue inaugurada la primera estación en Arica, mientras que el 1 de febrero de 1969 se iniciaron las emisiones en Punta Arenas, el 21 de mayo en Talca y el 15 de julio en Antofagasta —que se convertiría en cabecera de la Red Norte de Televisión Nacional de Chile—, mientras que el 18 de septiembre fueron inauguradas oficialmente las transmisiones en Santiago y Concepción. Durante los meses siguientes continuaría su expansión, especialmente en agosto de 1970 cuando extiende su señal desde Valdivia a Castro. Nacía Televisión Nacional, la única que cubre hasta hoy el 95 % de la población total en el país.
De forma aparte, en 1966 la Universidad del Norte iniciaría las transmisiones televisivas experimentales en el canal 3 de Antofagasta y no lo concretaría hasta el 17 de marzo de 1967 cuando comienzan sus emisiones regulares; no obstante, su programación fue suspendida en abril de 1969 debido al arribo de TVN a la ciudad, siendo oficialmente reanudada el 14 de febrero de 1973 ya como una corporación y red de televisión de la casa estudiantil nortina.
También los canales universitarios realizarían conjuntamente la transmisión de la llegada del hombre a la luna el 20 de julio de 1969. Para ese evento contó con los directores de los departamentos de prensa tanto de Canal 13, Canal 9 y la naciente TVN, se realizaron programas emitidos en cadena desde el 1 de julio, y el alunizaje fue emitido gracias a la estación satelital de Longovilo.

## Cambios radicales y gran auge de la TV (1970-1989)
Iniciando los años 1970, el 24 de octubre de 1970 por medio de la Ley 17377, conocida como la Ley Hamilton (en honor a su impulsor, el senador Juan Hamilton Depassier), se cambia la ley de televisión, por lo cual se hace una reforma exhaustiva y radical a lo conocido por la instauración del medio hasta esa fecha. En su texto describe que sirve para afirmar la dignidad y, el respeto de la persona y de la familia, fomentando la educación, y que la televisión no estará al servicio de ideología alguna y mantendrá respeto por todas las tendencias que expresen el pensamiento de sectores del pueblo chileno. Entre sus facultades, garantiza que las universidades y el Estado tendrán el control completo de la industria televisiva en lo que es establecer, operar y explotar el uso de los canales, con amplio apoyo de sectores de izquierda y populares (DC y UP). Con relación a la economía de los canales, los ingresos de cada canal universitario deben provenir de la publicidad y del apoyo financiero del Estado, el cual cesó en 1975, pero se mantuvo de manera indirecta hasta inicios de los 90 en los casos de la UCV y la Universidad de Chile. Además, se regulariza la situación de los canales de televisión universitarios, que hasta entonces operaban en un marco de facto experimental, pasando a ser "corporaciones" (donde originalmente se limitaba a su ciudad donde estaba ubicada su principal centro de estudios, sin embargo se les permitió que tuvieran alcance nacional) como también consagra a Televisión Nacional de Chile como una entidad de persona jurídica de derecho público. También dicha ley estableció la creación del Consejo Nacional de Televisión, encargado de controlar el funcionamiento de los servicios del medio.
En otros puntos establece que los canales debían permitir la intervención de los representantes de los partidos políticos en al menos una hora de programa. La gran importancia de ésta ley son los puntos tratados respecto a los contenidos exhibidos en pantalla (no incluidos en la primera ley de 1958) y la obligatoriedad de mostrar programas de calidad. Tanto es así, que permite libremente su emisión sin censura previa, de opiniones de palabra y escrito por cualquier medio.
A nivel industrial, la fabricación de televisores que se ensamblaban principalmente en Arica tuvo un impulso a partir de 1971 con la creación de IRT y la introducción del televisor Antu, diseñado bajo un programa de crear un «televisor popular», de precio accesible para los estratos medios y bajos de la sociedad.
A pesar de la promulgación de la Ley 17377, durante el gobierno de Salvador Allende los medios de comunicación existentes se polarizaron en apoyo y en contra del gobierno. Mientras que TVN obtiene la licitación del Festival Internacional de la Canción de Viña del Mar en 1971, la Corporación de Televisión de la Universidad de Chile vive a fines de 1972 una crisis interna entre los trabajadores y la universidad producto de un concurso público que buscaba reemplazar a los trabajadores del Departamento de Prensa (en su mayoría simpatizantes de la UP) por empleados afines a la Rectoría (en su mayoría opositores al gobierno de Allende), lo que provocó la toma de Canal 9 por parte de sus trabajadores, mientras que la Casa de Bello debió trasladar su funcionamiento al Canal 6 temporalmente durante 1973.
De forma aparte un grupo de productores como Fernando Balmaceda y José Román del Departamento de Cine y TV de la Universidad Técnica del Estado (actual Usach) formaron un proyecto en 1971 que daría la idea de levantar un canal de televisión denominado UTE TV 11, proyectando su inauguración a fines de 1973. No obstante, el Golpe de Estado desarrollado en la mañana del 11 de septiembre, con los canales sin iniciar transmisiones, irrumpió en las casas televisivas: TVN fue intervenida por los militares quemando videocintas sin revisión alguna, obligando a cerrar sus puertas durante 3 días. Tampoco pudieron Canal 9, UCV TV ni el canal de la Universidad del Norte, por lo que las nuevas autoridades lideradas por el general Augusto Pinochet permitieron a Canal 13 ser la única autorizada a transmitir durante esos días colgando su señal a la red nacional de TVN; en los días siguientes la emisión a nivel nacional —fuera de Santiago— se realizó de forma alternada entre Canal 13 y TVN.

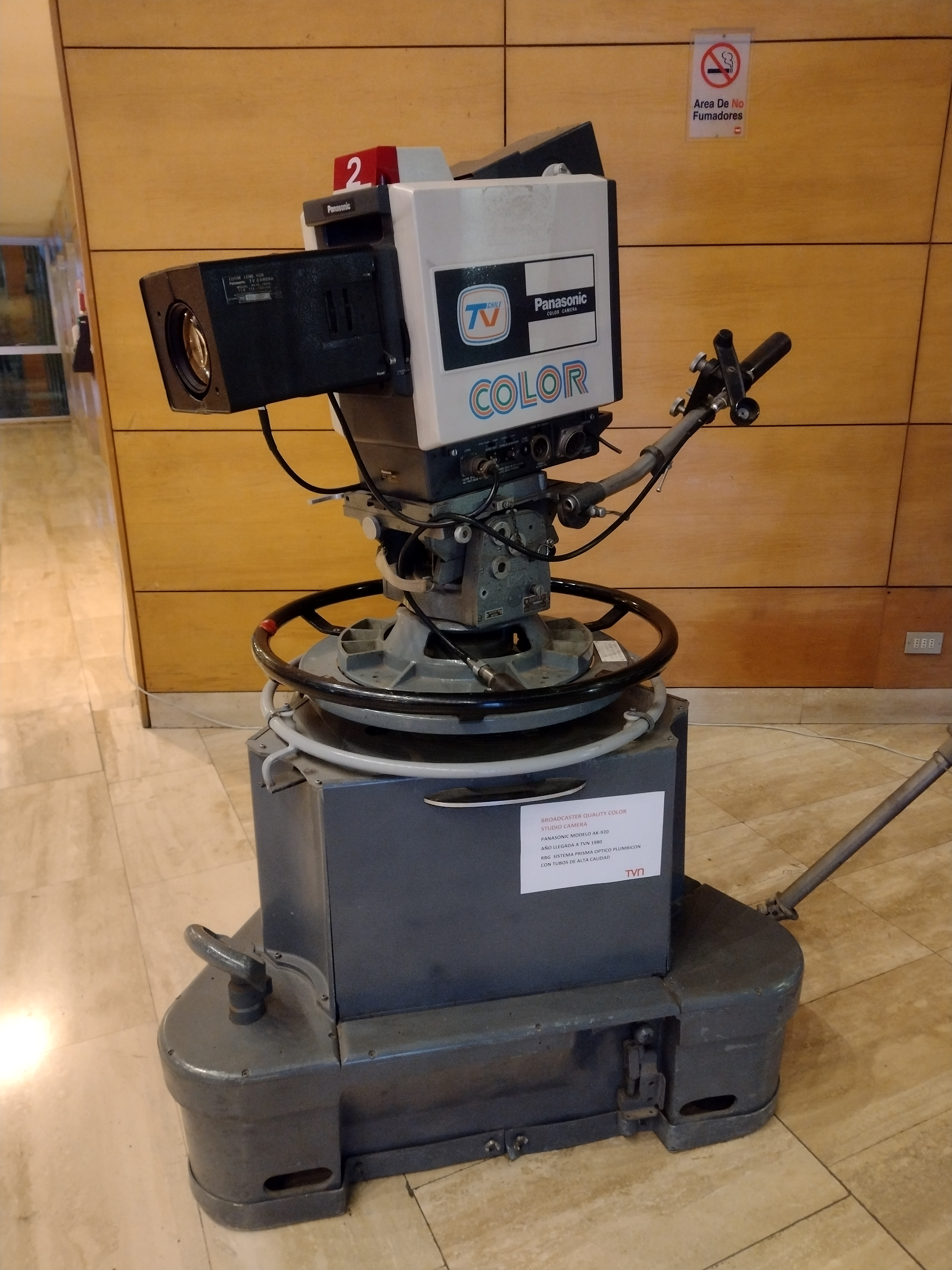
Cámara en color utilizada por TVN durante la década de 1980.

Si bien ya la ley de 1958 había hecho mención de la televisión en color (el canal 4 de Santiago habría servido para este propósito), la primera demostración de este sistema se realizó en la Universidad Técnica del Estado en marzo de 1974, organizada por la embajada norteamericana. Además, para la Copa del Mundo de aquel año, disputada en Alemania, se dispuso la emisión de determinados partidos en color en un sistema de circuito cerrado. Para entonces, se empezó a hablar de la TV a colores como una forma de mostrar a Chile como un país relativamente avanzado respecto de sus países vecinos, así como de dejar atrás la cruda realidad tras años de violencia política y el golpe de Estado. Para eso TVN importó desde Francia un móvil con sistema de televisión PAL-M.[cita requerida] Sin embargo, al enterarse de la inexistencia de una regulación al respecto, la dictadura militar emitió un decreto el 10 de septiembre de 1976 que prohibía la importación de televisores a color hasta que no se fijara la norma oficial. Tras ello, recién el 6 de febrero de 1978 durante la última jornada del Festival de Viña de ese año se realizó la primera transmisión experimental en color para los pocos televisores que recibían la señal. El 10 de abril el gobierno autorizó de forma oficial las transmisiones en color mediante la norma NTSC —el 29 de marzo se había levantado a la restricción a la importación de televisores en color—, y Canal 13 inauguraría oficialmente sus transmisiones oficialmente bajo dicha tecnología durante el programa Esta noche... fiesta el 14 de agosto. Lo mismo haría el canal de la Universidad de Chile paulatinamente durante 1978 y 1979, en medio del proceso de cambio de su frecuencia del 9 al 11, el cual concluyó el 21 de abril de 1980 con el lanzamiento de Teleonce. Por último UCV TV lograría adaptarse a la televisión a color con ayuda de Canal 13 durante tres meses. Mientras que Chile fue el antepenúltimo país latinoamericano en adoptar la televisión (por delante de Bolivia y Paraguay), fue el segundo país sudamericano en tener transmisiones regulares en color (después de Brasil). 
Desde adelante, los cinco canales existentes lograron hitos como la unión en cadena nacional para la realización de la primera Teletón los días 8 y 9 de diciembre de 1978 convirtiéndose en la primera gran transmisión conjunta en colores de la historia. Canal 13 inauguraría en 1983 sus nuevas dependencias en Inés Matte Urrejola en la comuna de Providencia. En 1984, por ley se obliga a los canales a instaurar una franja cultural en la semana y en horario pre-prime, la que duraría hasta 1989. En 1987, TVN es el primer canal en usar sonido estéreo durante su programación. Y en 1989 se realiza el debate presidencial entre los candidatos Patricio Aylwin y Hernan Büchi en los estudios de Canal 13, el primero tras la elección de Allende a La Moneda en 1970.
En 1975, el Estado deja de financiar a las emisoras universitarias luego de 17 años. Mientras que el Canal 13 logra financiarse principalmente mediante ingresos publicitarios, pasando a ser extraoficialmente un canal privado (considerando el estatus legal de la Universidad Católica como independiente del Estado chileno), los canales de la "U" y la UCV pasan a depender de sus planteles, recibiendo indirectamente aportes estatales.
Mientras que durante los años 1980, TVN y UCTV se disputaron los índices de audiencia con programas estelares con artistas extranjeros (Martes 13, Vamos a Ver), teleseries (La Madrastra, La Torre 10), humorísticos (Jappening con Ja, Medio Mundo), programas al mediodía (El Festival de la Una, Exito), eventos deportivos y series extranjeras, los canales 4-5 (UCV) y 11 (U. de Chile) dedicaron gran parte de su programación a contenidos culturales, de debate e infantiles, como Pipiripao o Los Bochincheros. El Profesor Rossa, personaje interpretado por Iván Arenas, surgió en UCV en 1981, pasando en 1984 a Canal 13. 
La crisis económica de 1982 afectó gravemente a la industria: TVN vio su credibilidad mermada en medio de la creciente oposición al régimen y su situación económica se deterioraría fuertemente en 1988 debido al malogrado intento de Porque Hoy es Sábado de competir con Sábados Gigantes, quedando al borde de la quiebra. Luego de un breve intento de establecerse como una alternativa a los canales "grandes", Teleonce (y posteriormente Universidad de Chile Televisión) buscó ser un canal cultural por algunos meses en 1983, pero pronto volvió a su programación generalista sin resultados beneficiosos. Ese mismo año UCV TV, sumido en una grave crisis financiera, deja de emitir los sábados por más de un año y reduce su programación al mínimo. A mediados de los años 80, pese a ser un canal regional y localista, recibió buenas críticas por sus proyectos de bajo presupuesto y de género cultural pero criticado por sus debates políticos. La red televisiva de la Universidad del Norte, transformada en Telenorte el 5 de abril de 1982, pasaría por un buen auge con diversos programas regionales con transmisiones desde diversos puntos del norte y con fuertes alianzas con canales grandes de la industria. Y Canal 13 que vivió su época de oro con grandes programas que marcaron tendencia tanto en la información como en la entretención.
Durante la década de 1980 aparecieron 2 nuevos canales locales pertenecientes a casas de estudios: el 24 de diciembre de 1983 nació Instituto Profesional de Chillán Televisión (Iproch TV) en el canal 10 de la capital de Ñuble, mientras que el 28 de julio de 1986 se iniciaron las transmisiones del Canal 10 Universidad Austral de Chile en Valdivia. Ambas señales emitían en diferido la programación del Canal 11 de la Universidad de Chile mediante un acuerdo entre la casa de Bello con el Iproch y la UACH, el cual duraría hasta 1993.
En la obtención de frecuencias, Canal 13 tendría las repetidoras de San Fernando y Curicó en 1972, Concepción en 1973 y Valparaíso en 1976, para posteriormente llegar desde Iquique a Puerto Montt entre 1984 y 1989. El canal de la Universidad de Chile lograría llegar a Valparaíso en 1981 y se afiliaría con varias estaciones locales entre 1984 y 1993. UCV TV llegaría a La Serena en 1971 (convirtiéndose el 10 de mayo de 1974 en un canal regional, denominado Canal 8 UCV Televisión, que emitía programas propios y espacios de los canales de Santiago y Valparaíso) y a Santiago en 1974, transformándose en una red durante los años siguientes. En cambio, Telenorte logra formar una red de canales con frecuencias en Iquique desde 1975, Arica desde 1976, y La Serena desde 1992. La expansión de la señal de TVN, dada la extensión geográfica del país, estuvo determinada por la creación de estaciones o redes independientes en las zonas extremas, como fue el caso de la red regional en Aysén, la red Austral en Magallanes o la estación propia en Isla de Pascua, inaugurada el 24 de enero de 1975.

## Privatización, competitividad y avances técnicos (1989-2007)

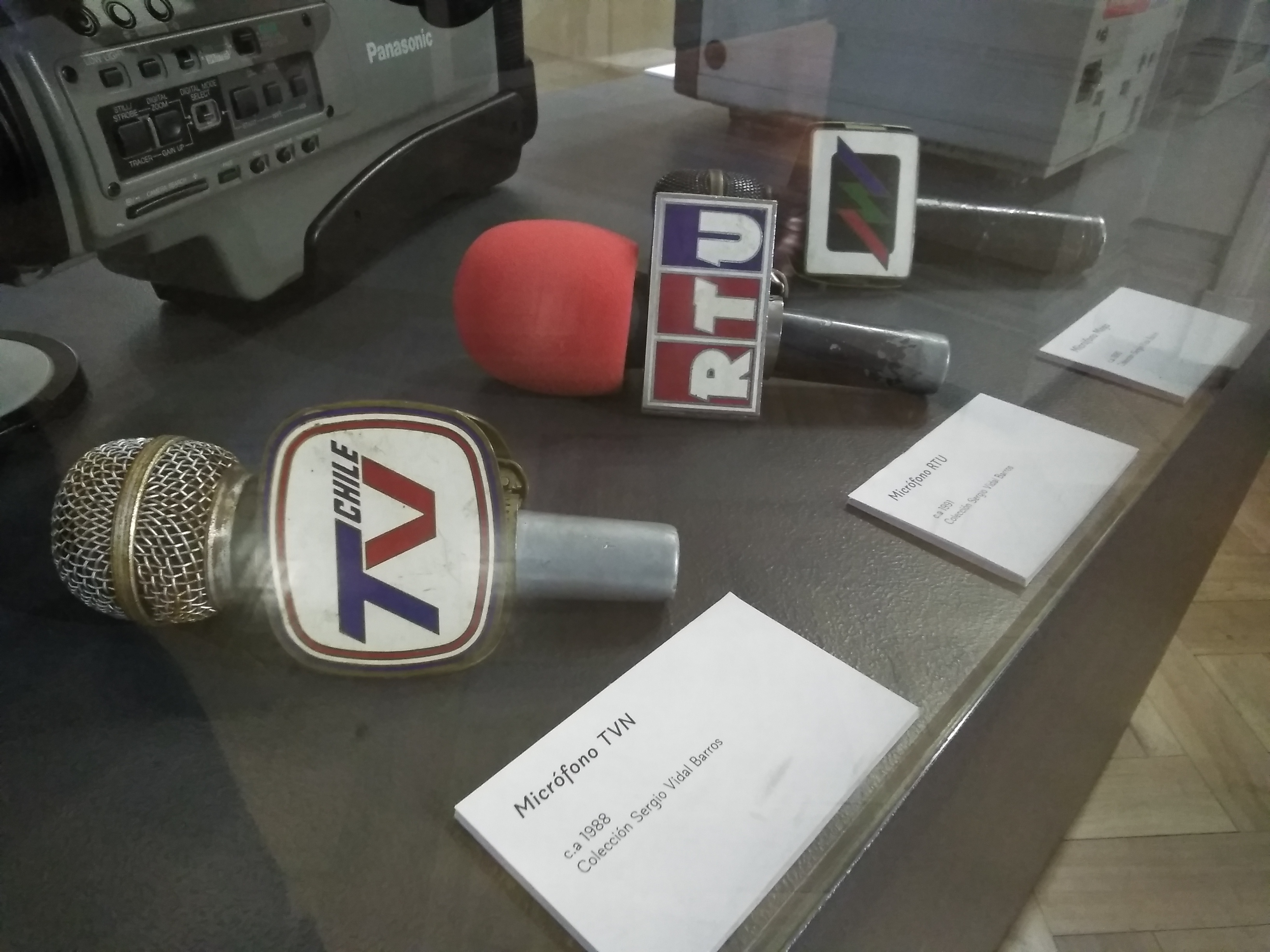
Micrófonos utilizados por TVN (c.1988), RTU (c.1991) y Megavisión (c.1991).

Con el plebiscito de 1988 y el triunfo del No que pondría fin a la dictadura militar de Augusto Pinochet, también vinieron cambios en la legislación chilena respecto a la radiodifusión televisiva existente hasta esa fecha. Precisamente el sábado 30 de septiembre de 1989 fue publicada la Ley 18.838 que reconfigura el Consejo Nacional de Televisión e impulsa la transición a una nueva etapa de la televisión en Chile.
Entre las obligaciones estipuladas permiten:
- Que las concesiones de los canales sean administradas por los propios dueños de las mismas, pero a perpetuidad. Con ello consagra una vez más a las corporaciones de televisión de las universidades estatales.
- Que permite la entrada de entes privados a la industria televisiva. es decir, lo que prohibía a los privados a participar de la televisión en las leyes de 1958 y de 1970, con esta ley los consagra después de 31 años.
- Que se defina formalmente el correcto funcionamiento de la industria televisiva, resolviendo un duro problema respecto al planteamiento inicial de la misma industria desde sus inicios.
- Que las Normas sobre Comunicación Política, esto es, por la presencia masiva de los partidos políticos en medios de comunicación masiva, se traslade a la Ley 18.700 de 1988 (conocida como la polémica Ley Electoral).

Tras el regreso a la democracia a comienzos de 1990, nuevamente la Ley 18.838 se modifica debido a diferencias políticas respecto a su decreto, dando como resultado la Ley 19.131 publicada durante el gobierno del presidente Patricio Aylwin el miércoles 8 de abril de 1992. Entre los cambios indica que las concesiones de los canales administrados por entes privados durarían 25 años de comodato, con opción de renovar por otro período.
A partir de esta última ley, los entes privados entrarían no solo por el uso de las concesiones televisivas y su participación en la industria, sino que cambiarán radicalmente el sentido de la televisión chilena abierta afectando la programación, la cual tomaría un fuerte carácter popular tras la llegada del people meter, que acrecentó la competencia entre los canales, y además, darán origen a las crisis que afectarán a los canales universitarios promoviendo entre las casas de estudios la idea de la privatización.

### El arribo de los canales privados (1990-1999)

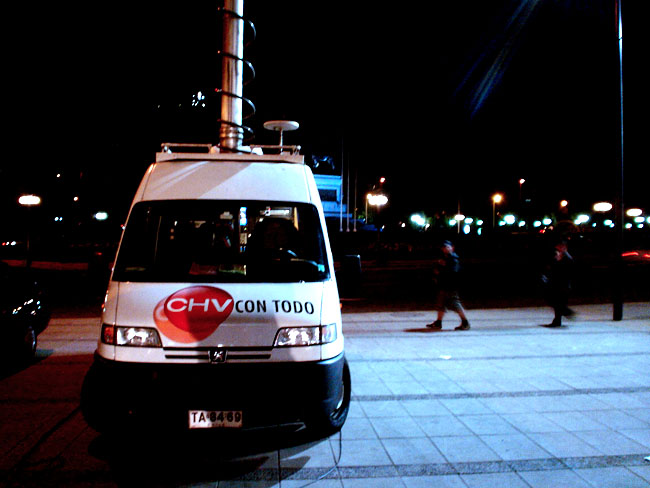
Móvil de prensa de Chilevisión en la Plaza Baquedano, Santiago.

Entrada la nueva década y en los últimos meses del régimen militar, el sábado 20 de enero de 1990, diez frecuencias televisivas a nivel nacional serían lanzadas a concurso público para la licitación de sus señales a entes privados, entre ellos tres de la capital: el Canal 2, inutilizado desde 1961 y con la amplitud de espectro más baja de todas las frecuencias técnicamente hablando; el Canal 4 de San José de Maipo nunca utilizado hasta entonces (ambas frecuencias por entonces eran repetidoras de TVN); y el Canal 9, frecuencia original otorgada y utilizada por la Universidad de Chile hasta 1980, y que hasta ese año 1990 fue administrado por TVN para su segunda señal desde 1986. Tras el concurso público, les adjudicaron las señales a la Compañía Chilena de Comunicaciones, a la privatizada productora Chilefilms, y al Grupo Claro respectivamente.
El Grupo Claro del empresario Ricardo Claro Valdés crearía la empresa CIECSA (Comunicación, Información, Entretención y Cultura S.A.) que administraría la concesión del Canal 9. Para eso, ocuparían la antigua fábrica de Cristalerías Chile —también de su propiedad— para la instalación técnica de sus estudios y planta transmisora en Avenida Vicuña Mackenna 1348 en la comuna de Ñuñoa, cercana a los talleres de San Eugenio (hoy ocupados por el Metro de Santiago). Tras realizadas las pruebas experimentales televisivas de rigor y con la promoción de su apuesta programática el día anterior, a las 13:30 hrs. del martes 23 de octubre de 1990 inicia oficialmente sus transmisiones bajo el nombre de Megavisión con la primera edición de su noticiero y la ceremonia de inauguración del canal con presencia de altas autoridades el mismo día. Todo ello, transforma así a Megavisión como la primera red de televisión privada del país. Para esa primera transmisión contaban solo con los canales 9 de Santiago y 5 del Gran Valparaíso. Desde 1991 aumentaría su cobertura producto de la Copa América realizada ese año. Para diciembre del mismo año 1991 el gigante mexicano Televisa se haría cargo del 49 % del canal, siendo factor trascendental en la concesión del Festival de Viña del Mar entre 1993 y 1999. Tras varios intentos fallidos, para el cambio de milenio sería devuelta al Grupo Claro.
Con solo siete meses de diferencia, una sociedad por acciones conformada entre Chilefilms (99 %), la productora Jaime Castro y Compañía (1 %) y otros inversionistas administrarían en conjunto la concesión del Canal 4. Utilizando los estudios adyacentes de la ex-empresa fílmica estatal en Avenida Manquehue Sur 1201 en Las Condes, el domingo 12 de mayo de 1991 inicia sus transmisiones Red Chilena de Televisión, conocida solo como La Red. El canal de Chilefilms desde un principio buscó ser un canal alternativo al resto, siendo incluso semillero de nuevos rostros televisivos como también incluir por primera vez en un canal privado servicio público estable en su programación. Sin embargo, la muy baja sintonía dada desde el primer minuto por sobre los canales de la competencia obligó a diversos cambios de administraciones durante gran parte de la década de los 90. Entre ellos se cuentan al grupo canadiense Canwest, al Grupo Copesa del empresario colombiano-chileno Álvaro Saieh y a la gigante comunicacional mexicana TV Azteca. Desde 1999 es administrada hasta el día de hoy por el grupo comunicacional Albavisión del empresario mexicano Remigio Ángel González.
Por último, el grupo comunicacional de la Radio Cooperativa haría recién uso de la concesión del Canal 2 a partir de a mediados de la década. Sería el miércoles 16 de agosto de 1995 cuando inicia las transmisiones del primer y único canal segmentado de la televisión chilena abierta hasta ahora: el Canal 2 Rock & Pop. Basándose en el éxito de la radio y revista homónimas, fue el canal ejemplo de nuevos semilleros de actores, comunicadores y periodistas de la industria, buscando una alternativa hacia una orientación juvenil, musical, humorística y de contingencia respecto del resto de los canales vigentes marcando tendencia en diversos programas íconos que marcaron una época. No obstante, su paupérrimo nivel de audiencia conllevó a reorganizar el canal bajo el solo nombre del Canal 2 en 1998 sin éxitos inmediatos. Con un fracasado intento de venderla a inversionistas extranjeros con cierta polémica de por medio, el Canal 2 debió cerrar sin previo aviso sus transmisiones en la madrugada del miércoles 1 de diciembre de 1999 y dejó sin trabajo a más de 40 trabajadores debido a su mala administración. Tras eso, el canal siguió funcionando entre videoclips musicales y espacios arrendados al grupo comunicacional evangélico Vidavisión hasta 2005, cuando Telecanal inició transmisiones.

### La llegada delpeople meter(1991-1992)
Durante los años 70 y 80, los índices de audiencia de la televisión chilena fueron sondeados mediante el sistema coloquialmente referido como "los cuadernillos". Consistía en varias empresas que realizaban encuestas telefónicas a un determinado número de residencias seleccionadas diariamente al azar, consultando por lo que éstas habían sintonizado la noche anterior. Bajo este método, muchos de los programas más vistos superaban los 50 puntos de audiencia, en algunos casos incluso se podía llegar a las 80 unidades. Sin embargo, se consideraba que este sistema era inexacto puesto que en muchos casos los consultados no admitirían ver algún programa y estaba sesgado hacia los sectores altos y medios. debido a la menor penetración de teléfonos en sectores populares.
En 1991 se decidió adoptar un sistema computarizado único, para lo cual se realizó una licitación internacional para escoger un proveedor, resultando elegida la consultora Time Research (empresa fundada en 1979 por Elías Selman y que posteriormente se asociaría con la consultora brasileña Ibope —Instituto Brasileño de Opinión Pública y Estadística—) con su people meter, que ocupa un número de equipos que captan minuto a minuto lo sintonizado, y que son destinados a igual cantidad de hogares seleccionados por sorteo.
La llegada del people meter, que inició sus mediciones en abril de 1992, transformó radicalmente el contenido de la televisión chilena, que hasta entonces estaba enfocado al público familiar, principalmente de estratos medios y altos (ABC1 y C2). Por otro lado, los sectores populares (C3 y D) tomaron mayor relevancia tras haber sido relegados a bloques diurnos, pero de poco prestigio, en décadas anteriores. Televisión Nacional, que a principios de los 90 se hallaba desacreditada y al borde de la quiebra, adquirió plena libertad editorial y dejó de recibir aportes estatales (financiándose únicamente con publicidad), cambiando su propuesta programática hacia estos últimos sectores, priorizando la producción nacional, en particular teleseries y programas culturales masivos, usualmente de corte testimonial como Mea Culpa y Patiperros. Entre 1992 y 2006 se cimentó época de oro de las teleseries, dirigidas por Vicente Sabatini y consagró a Claudia Di Girolamo como la principal actriz de la televisión. De este modo, el canal estatal no solo se recuperó, sino que logró llegar al primer puesto de audiencia, lo cual sería la tónica hasta mediados de la década de 2010.

### Ocaso de la televisión universitaria (1991-2018)
Tras la llegada de la televisión privada a la industria, era evidente que los canales universitarios debían responder a las nuevas exigencias. Sin embargo, no todos corrieron la misma suerte. 
UCV TV llegó a los años 1990 con fuertes críticas de parte del CNTV debido a la gran cantidad de informerciales en pantalla, sumado además a que el gobierno se le quitó el subsidio necesario para su funcionamiento económicamente. Incluso se habló de privatización hacia 1997, sin embargo la Casa de Caces decidió mantenerla renovando sus equipos que no realizaban desde los años 1970. A pesar de los problemas que vinieron sucediendo, aumentó su presencia a nivel nacional llegando a Puerto Montt mediante un convenio con un canal local. Además las transmisiones hacia la capital lograrían cambiarse de vía microondas a fibra óptica en 1997.
Telenorte de la Universidad del Norte (hoy UCN) inició en 1989 un convenio con Canal 11 en la distribución de sus programas que duraría no mucho tiempo. El 15 de noviembre de 1992 inicia sus transmisiones en el conurbano La Serena-Coquimbo. Mantendría algunos otros convenios con La Red, Megavisión y UCV TV durante mitad de la década, para finalmente en 1995 pasar a ser privatizada tras la venta del canal por parte de la casa de estudios nortina a la Compañía Radio Chilena. A pesar de tener buena sintonía y representatividad de norte chileno en la televisión, y debido a problemas de manejos económicos y la fuerte competencia con la avenida de los canales desde Santiago, la nueva propietaria cerró sorpresivamente los estudios de las emisoras locales de Iquique en 1996, La Serena en 1997 y Antofagasta en 1998, quedando Arica como única señal vigente del canal hacia el nuevo milenio.
Sin embargo, fue el Canal 11 de la Universidad de Chile el principal ejemplo de la crisis de la televisión universitaria. Llegando a los 1990 con cifras rojas, según el diario El Mercurio de la época, en sus 30 años de vida generó un déficit anual de US$ 3 millones, mientras que sus costes aumentaron a US$ 6 millones, demostrando aun así que se pudo mantener autofinanciado en un 50 % en su historia. Con una participación publicitaria de un 4 % de mercado (que supera en su época solo a UCV TV) y US$ 2 millones en perdidas anuales para 1991, la Casa de Bello decidió crear una sociedad anónima denominada Red de Televisión Universidad de Chile (RTU), adquiriendo una programación temática basada en los deportes, la familia y la cultura, y con la meta de aumentar sus niveles de audiencias y asegurar una buena parte de la torta publicitaria. También se propuso una alianza con TVN en el conocido Canal 18 (7 + 11). Esto significaba que TVN manejara económicamente el canal y la Casa de Bello se haría cargo de los contenidos culturales de ambos canales. No obstante, una dura oposición política llevó a fracasar el proyecto inicial de la Universidad de Chile. En un intento de salvación, la Universidad de Chile cedió en 1993 el 49 % de las acciones de RTU al grupo empresarial del venezolano Gustavo Cisneros, dueño también de Venevisión, por una suma de US$ 7 millones, quedando la administración, operación y explotación del canal en un comodato de 25 años hasta 2018. El 1 de octubre de aquel año nace Chilevisión. A pesar de las mejoras en infraestructura y su extensión por todo Chile, los desacuerdos con la "U" llevan a la Organización Cisneros a adquirir el 51 % restante en US$ 8 millones, privatizándolo completamente. Tras eso, CHV paulatinamente iniciaba un proceso de fuertes cambios, convirtiéndose al final de la década en el cuarto canal de sintonía a nivel nacional.
Solo Canal 13 pudo salir adelante debido al gran arrastre de popularidad de sus programas de la década pasada, a la cobertura nacional que logró concretar durante los años 1990, a la inauguración de la última etapa de su Centro de Televisión en 1994 ubicado en Inés Matte Urrejola 0848 en Providencia (habiendo ocupado el edificio desde 1983), y a las creaciones de la Señal 2 para el extranjero —conocido como Canal 13 Chile— y la Señal 3 solo para la televisión por cable y satélite. No obstante, la arremetida de TVN tras el arribo del people meter obligó al canal a modificar sus contenidos con tal de enfrentar una pérdida de audiencia significativa, además de recurrir financieramente a la Casa de Casanova por primera vez desde los años 1970 (en un punto, parte de los ingresos del canal fueron destinados a la PUC), lo que generó bastante impacto cuando estos datos fueron revelados a cambio de que TVN transparentara su estado financiero. El repentino fallecimiento de su director ejecutivo insignia Eleodoro Rodríguez Matte en 1998 provocó un cambio radical administrativo e institucional en 1999 transformándose de Universidad Católica de Chile Televisión a Canal 13 (con un nuevo logo con cierta polémica de por medio), pasando a ser parte del grupo de Empresas UC, perteneciente a la misma casa de estudios. Para 2002, y tras estar cerca de la bancarrota, el Canal 13 tomó un enfoque más masivo, introduciendo al país el formato de reality shows y produciendo teleseries con ex-actores de TVN, canal con el cual se disputó las preferencias por algunos años. Sin embargo, una nueva crisis económica a partir de 2007 culminaría con la venta de un 66% de la señal en 2010 al magnate Andrónico Luksic, quien adquiriría el 33% restante en 2017.
En 2016, la UCV vendió el 90% de su canal de televisión al conglomerado Media23, casi culminando con seis décadas de participación de las universidades chilenas en la televisión. UCV TV pasaría a llamarse TV+ el 28 de noviembre de 2018, Día Mundial de la Televisión.

### Nace la televisión de pago
A finales los años 1980 comienza a masificarse en Latinoamérica la televisión de pago o por cable, ya instaurada en los Estados Unidos desde finales de los años 1970. En Chile nace TV Cable Intercom, la primera empresa cableoperadora a nivel nacional creada por el diario El Mercurio el 17 de mayo de 1987. En 1989 aparecen los primeros canales internacionales y en 1991 la compañía Metrópolis iniciaría sus servicios.
En 1991, Televisión Interactiva, conocida por su sigla TVI, se convirtió en el primer conglomerado de televisión de pago chileno. De la mano de su director Luis Venegas Almendras, crearía una serie de canales temáticos que competirían fuertemente con los canales abiertos hasta entonces. En abril de 1992 crea su primer canal: ARTV, de carácter cultural. Luego crearía Vía X, de temática juvenil, musical y miscelánea, así como su gemela Zona Latina posteriormente en 1997. Años más tarde también crearía otra de tendencia musical llamada Bang TV en 2008, exclusiva para Claro y dedicada a los géneros urbanos.
En contrarréplica a lo realizado por TVI, en cultura Canal 13 crearía la señal 3, posteriormente conocida como Canal 13 Cable y 13C, en 1995. De manera aparte, Hernán Schmidt crearía bajo su empresa Telefilms el canal ETC, primer canal temático infantojuvenil.
Una segunda ola de nuevos canales de cables nacionales se crearía durante el nuevo milenio: 
- Los canales del Congreso Nacional: CDTV de la Cámara de Diputados y TV Senado del Senado Chileno
- Teletrak TV, operada por la Red Teletrak de Hipódromos Chilenos siendo el primer canal temático de deportes a nivel nacional.
- Novasur, creada por el CNTV en el año 2000 como objetivo de impulsar la capacitación de los profesores y docentes chilenos con material audiovisual educativa y cultural en las salas de clases.
- Canal del Fútbol, conocido como CDF (hoy TNT Sports), creado el 11 de abril de 2003 luego que la ANFP junto a la productora GTV crearan una señal única y exclusivamente para el fútbol chileno. Hoy, es uno de los canales más rentables de la televisión chilena en la actualidad.
- Vive TV, creada a partir de 2006 por el conglomerado de telecomunicaciones chileno VTR como un canal originalmente para deportes. Hoy, también emite programas de entretenimiento, noticias y eventos varios.
- CNN Chile lanzada el 4 de diciembre del 2008 de una alianza entre VTR y Time Warner, ligada a la gigante de noticias internacional CNN.
- Canal 24 Horas, creada por TVN y lanzada el 4 de marzo de 2009, basada en el noticiero central del canal estatal.
- Canal del Deporte Olímpico, conocido como CDO, nacido en 2011, perteneciente en su mayoría al COCh como forma de fomentar todos los deportes olímpicos en general –excluyendo al fútbol– con un sistema similar al CDF.
- La señal local de Fox Sports en Chile creada por el conglomerado medial Fox en Latinoamérica con producción en su mayoría nacional a partir de 2013.
- Funbox, canal infantil de cable y satélite nacido en 2013.
- Rec TV, canal de cable, creado por Canal 13, de programación de archivos misceláneos remasterizados de antiguos programas del canal a partir de 2014.
- Bonita TV, canal musical de cable nacido en 2015.

## Era digital y crisis (2009-presente)
Desde finales de los años 1990, los canales de la TV chilena empezaron a mostrar interés en la televisión digital. Así, TVN y Canal 13 realizaron experimentos con dos de los tres sistemas existentes: el norteamericano ATSC y el nipo-brasileño ISDB-Tb. Luego de una visita de los embajadores de Brasil y Japón en abril de 2009, el 14 de septiembre de aquel año se anunció la adopción de la norma ISDB-Tb con MPEG 4 creado por Japón y adoptado por Brasil. Esto debido a su mejor recepción dadas las condiciones geográficas del territorio, la posibilidad de recepción en aparatos móviles y una mayor diversidad de canales en comparación con el modelo norteamericano. A partir del año 2010, los canales de televisión abierta (Canal 13, TVN, Mega, Chilevisión, UCV y La Red) transmiten en forma experimental con esta norma en la zona central del país; sin embargo, las señales comenzaron a experimentar problemas económicos y con ello se retrasó la instalación de transmisores en otras zonas.
Debido a pérdidas millonarias de 55 millones de dólares, la Pontificia Universidad Católica decidió vender parte de su propiedad en Canal 13 al empresario Andrónico Luksic en agosto de 2010, quedando como accionista minoritario. Por su parte, en octubre de 2010 Bancard vendió Chilevisión a Turner, y en marzo de 2012 el Grupo Claro decidió vender Mega a Bethia. Con ello, cambia el panorama de propiedad del sistema de televisión chileno. Asimismo, en 2010 el Grupo Copesa comienza sus planes para lanzar un nuevo canal de cobertura nacional y con énfasis informativo llamado 3TV; sin embargo, el proyecto se canceló en 2013.

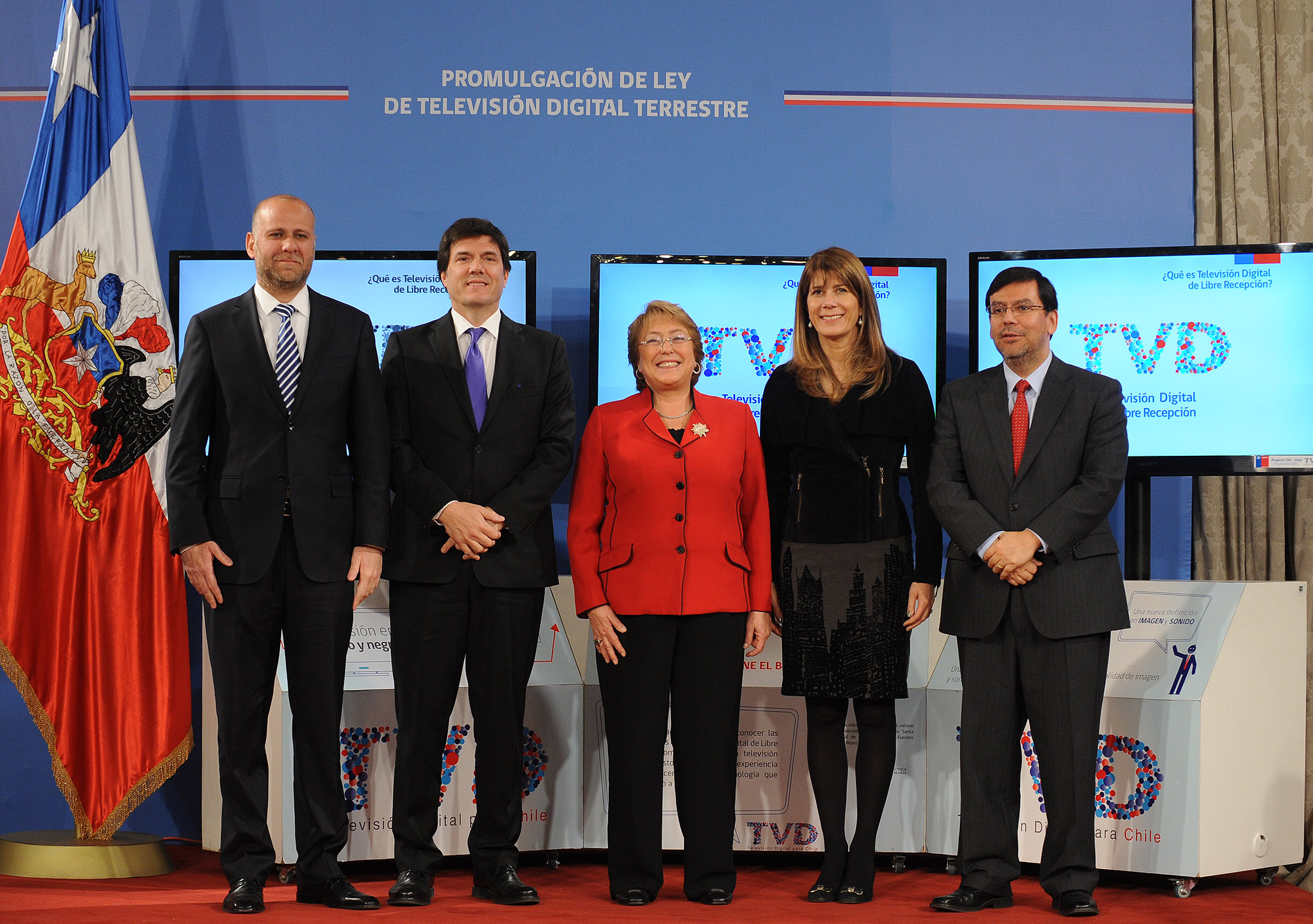
Promulgación de la ley de televisión digital en mayo de 2014.

Finalmente, el 22 de mayo de 2014 se promulgó la ley de televisión digital. Tras esto, se determinó que el apagón analógico tendría lugar en 2020. Pero en 2019 ante las dificultades financieras de la televisión chilena el plazo fue extendido con la exigencia de que todas las estaciones tendrían que alcanzar un 50% de cobertura nacional en 2021, un 80% en 2022 y un 100% en 2024 o enfrentarían el fin de la concesión de no cumplir el cronograma establecido. En mayo de 2019, la cobertura sólo alcanzaba un 20,7% entre todos los canales.
Durante los primeros años de la década de 2010 se comienzan a apreciar los primeros signos de crisis y la inversión publicitaria se estanca por primera vez de forma tan prolongada. Durante 2013, Mega presentó pérdidas por 10 mil millones de pesos, y Chilevisión por 3 580 millones de pesos. A marzo de 2014, Canal 13 alcanzó 840 millones de pesos en mermas. Entre 2014 y 2015, Televisión Nacional alcanzó pérdidas por 10 963 millones de pesos. Posteriormente, Mega logra aumentar sus ganancias hasta el final de la década pero Canal 13, CHV y TVN intensifican sus problemas financieros. Entre los tres canales alcanzaron 175 millones de dólares en pérdidas entre 2014 y 2017. En 2020, Mega comenzó a experimentar dificultades financieras con pérdidas por 1 227 millones de pesos pese a contar con respaldo de audiencias mientras que La Red y Chilevisión profundizaron su situación.
La televisión de paga comienza a disminuir su clientela y en 2019 las empresas distribuidoras de esos servicios perdieron 5,5 millones de suscriptores. Fox Sports Chile cesó sus emisiones en el país en diciembre de 2019, y CDF se comienza a debilitar. La principal competencia a la televisión de paga proviene desde las plataformas digitales de contenidos que comenzaron a acaparar a los antiguos clientes de esos servicios.

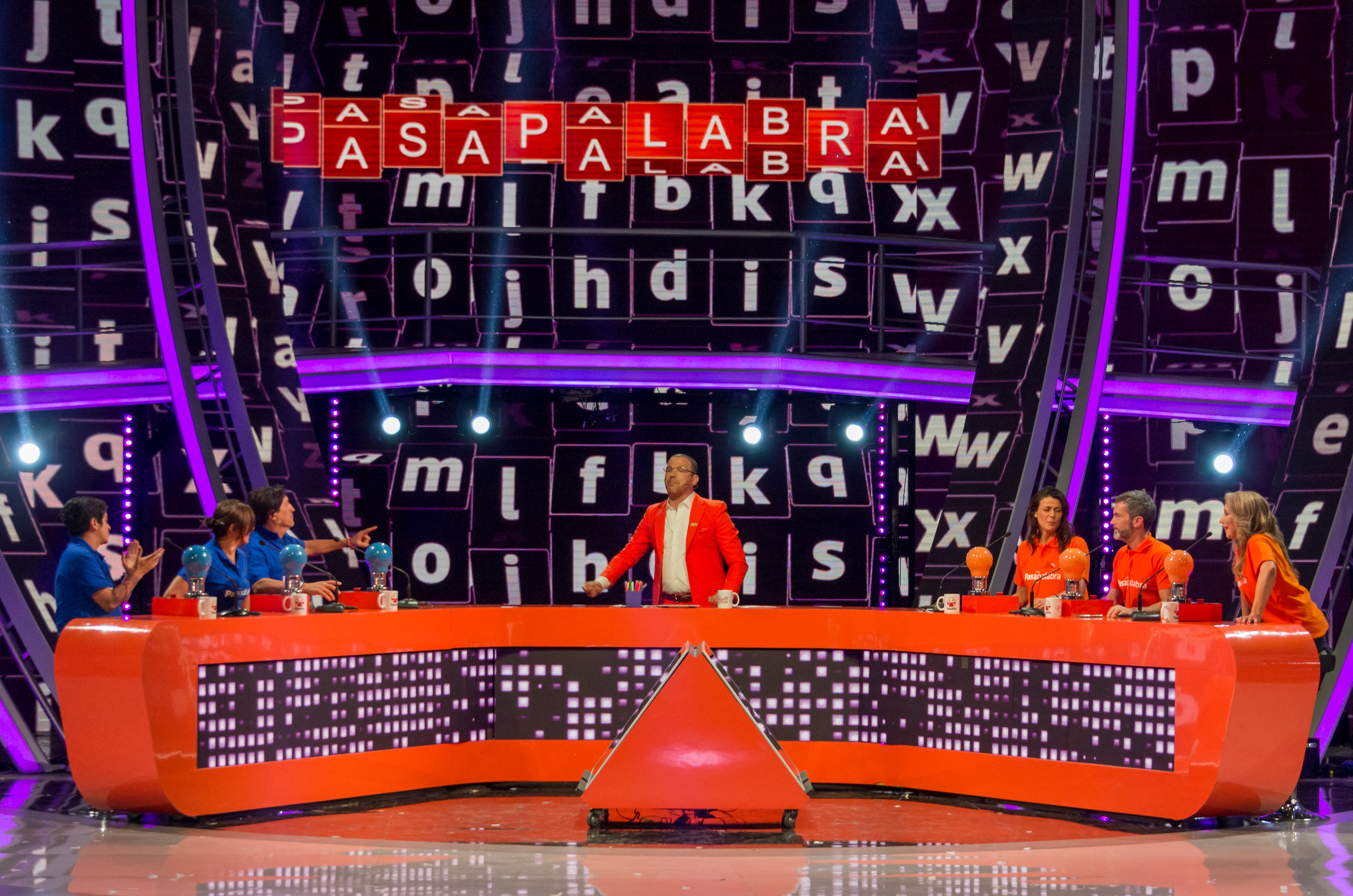
Una edición especial del programa Pasapalabra en la Teletón de 2018.

Los años 2010 fueron marcados por la caída de espectadores, la baja en inversión publicitaria, la llegada de plataformas en línea y el término de formatos de alta ganancia para las cadenas de televisión chilenas como fueron en antaño los programas de telerrealidad, los estelares y espacios infantiles. Los formatos de ficción como las telenovelas vivieron una caída de audiencias, frente a las de la década anterior. TVN lideró la mayor parte de las telenovelas de la primera mitad de la década con éxitos como Pobre rico y Somos los Carmona, mientras que Mega dominó la segunda mitad con logros como Pituca sin lucas y Perdona nuestros pecados. Asimismo se hace habitual la emisión de telenovelas turcas tras el éxito de Las mil y una noches en 2014. A finales de la década comenzó un auge por programas de concursos como Pasapalabra de Chilevisión y la desaparición casi por completo de los programas de espectáculos. Se incrementó la externalización en la producción de espacios ante las dificultades en los canales de producir sus propios contenidos, y se cambió el sistema de medición pasando de puntos de rating a millones de espectadores.
Entre las protestas y la posterior pandemia de coronavirus en Chile, la televisión local experimentó la peor crisis de credibilidad de su historia. En marzo de 2020, se dio a conocer una encuesta del Centro de Estudios Públicos (CEP) que indicó que sólo el 8% de los chilenos confiaba en la televisión. Durante ese periodo el consumo de televisión aumentó, producto de las cuarentenas, pero no así la inversión en publicidad que disminuyó en favor de los medios digitales. En abril nace la nueva señal de emisión nacional TV Educa Chile, operada por Televisión Nacional con programación de otros canales y con ayuda del Consejo Nacional de Televisión.

## Estudios de televisión
| Estudio                           | Dirección                                                   | Producciones             | Años      |
| --------------------------------- | ----------------------------------------------------------- | ------------------------ | --------- |
| Campus Beauchef                   | Avenida Beauchef 850, Santiago, Santiago de Chile.          | Canal 9                  | 1960-1963 |
| Casa Central UC                   | Lira 46, Santiago, Santiago de Chile.                       | Canal 13                 | 1961-1983 |
| Chilefilms                        | Av. Manquehue Sur 1165, Las Condes, Santiago de Chile.      | Canal 9                  | 1963-1966 |
| Chilefilms                        | Av. Manquehue Sur 1165, Las Condes, Santiago de Chile.      | La Red                   | 1991-2013 |
| Chilefilms                        | Av. Manquehue Sur 1165, Las Condes, Santiago de Chile.      | CDF                      | 2003-2016 |
| Chilefilms                        | Av. Manquehue Sur 1165, Las Condes, Santiago de Chile.      | ESPN Chile               | 2017-     |
| Palacio García-Huidobro Fernández | Alameda 1511, Santiago, Santiago de Chile                   | TVN                      | 1969-1970 |
| Edificio Corporativo de TVN       | Bellavista 0990, Providencia, Santiago de Chile.            | TVN                      | 1970-     |
| Edificio Corporativo de TVN       | Bellavista 0990, Providencia, Santiago de Chile.            | Fox Sports Chile         | 2013-2019 |
| Recinto universitario             | Av. Pedro de Valdivia 2454, Providencia, Santiago de Chile. | Canal 6                  | 1973      |
| Centro de Televisión de Canal 13  | Inés Matte Urrejola 0848, Providencia, Santiago de Chile.   | Canal 13                 | 1983-     |
| Chilevisión                       | Inés Matte Urrejola 0890, Providencia, Santiago de Chile.   | Canal 9/11 - Chilevisión | 1966-2016 |
| Megavisión                        | Av. Vicuña Mackenna 1370, Ñuñoa, Santiago de Chile.         | Mega                     | 1990-     |
| Galpón 15                         | Chucre Manzur 15, Providencia, Santiago de Chile.           | Canal 2 Rock & Pop       | 1995-1999 |
| Galpón 15                         | Chucre Manzur 15, Providencia, Santiago de Chile.           | Vía X                    | 2000-     |
| Galpón 15                         | Chucre Manzur 15, Providencia, Santiago de Chile.           | Zona Latina              | 2000-     |
| Galpón 15                         | Chucre Manzur 15, Providencia, Santiago de Chile.           | Bang TV                  | 2008-2020 |
| Torre Central - Piso 2            | Nueva Tajamar 481, Las Condes, Santiago de Chile.           | Telecanal                | 2005-     |
| Praga 555                         | Praga 555, Providencia, Santiago de Chile.                  | Gran Santiago TV         | 1995-2000 |
| Praga 555                         | Praga 555, Providencia, Santiago de Chile.                  | Vive                     | 2011-     |
| Torre Alto Oriente - Piso 6       | Av. Presidente Kennedy 9070, Vitacura, Santiago de Chile.   | TV+                      | 2017-     |
| La Red                            | Av. Quilín 3750, Macul, Santiago de Chile.                  | La Red                   | 2014-     |
| Machasa                           | Av. Pedro Montt 2354, Santiago, Santiago de Chile.          | Chilevisión              | 2016-     |
| Machasa                           | Av. Pedro Montt 2354, Santiago, Santiago de Chile.          | CNN Chile                | 2016-     |
| Machasa                           | Av. Pedro Montt 2354, Santiago, Santiago de Chile.          | CDF                      | 2016-2021 |
| Machasa                           | Av. Pedro Montt 2354, Santiago, Santiago de Chile.          | TNT Sports Chile         | 2021-     |
| PUCV Multimedios SpA.             | Agua Santa 2455, Viña del Mar, Valparaíso                   | UCV TV                   | 2018-     |
| CNC Medios                        | Capitán Carlos Condell 2284, Antofagasta                    | TVR                      | 2018-     |